# یوروتیوم
یوروتیوم (انگلیسی: Eurotheum) ساختمان اداری ۳۱ طبقه مستقر در شهر فرانکفورت است، که در سال ۱۹۹۹ احداث شد.